# Јулијан Ројс
Јулијан Ројс (Ханау, Западна Немачка 29. април 1988) је немачки атлетичар, специјалиста за спринтерске трке на 100 и 200 м.
Ројс је са немачком штафетом 4 х 100 метара освојио две сребрне медаље на у Хелсинкију 2012. и Цириху 2014. и једну бронзу у Амстердаму 2016. Још једну бронзу освојио је у Прагу на Европском првенству у дворани 2015. у трци на 60 метара.
На митингу Дијамантске лиге ДН Галан 2017. у Стокхолму 18. јуна Ројс је истрчао 100 метра испод 10 секунди, али са ветром у леђа јачим од дозвољеног, па му резултат није признат као лични и национални рекорд.
Јулијан Ројс је 11 пута био првак Немачке на отвореном и 5 пута у дворани.

## Значајнији резултати
| Година              | Такмичење                         | Место                        | Дисциплина          | Плас.               | Резултат            | Белешка             |
| Представљао Немачку | Представљао Немачку               | Представљао Немачку          | Представљао Немачку | Представљао Немачку | Представљао Немачку | Представљао Немачку |
| ------------------- | --------------------------------- | ---------------------------- | ------------------- | ------------------- | ------------------- | ------------------- |
| 2005.               | Светско првенство замлађе јуниоре | Маракеш, Мароко              | 100 м               | 18.                 | 10,89               |                     |
| 2005.               | Светско првенство замлађе јуниоре | Маракеш, Мароко              | 200 м               | 9.                  | 21,94               |                     |
| 2006.               | Светско јуниорско првенство У-20  | Пекинг, Кина                 | 100 м               | 29.                 | 10,67               |                     |
| 2006.               | Светско јуниорско првенство У-20  | Пекинг, Кина                 | 200 м               | 9.                  | 21,30               |                     |
| 2006.               | Светско јуниорско првенство У-20  | Пекинг, Кина                 | 4 × 100 м           | —                   | НЗ                  |                     |
| 2007.               | Европско јуниорско првенство У-20 | Хенгело, Холандија           | 100 м               |                     | 10,38               |                     |
| 2007.               | Европско јуниорско првенство У-20 | Хенгело, Холандија           | 200 м               |                     | 20,87               |                     |
| 2007.               | Европско јуниорско првенство У-20 | Хенгело, Холандија           | 4 × 100 м           |                     | 39,81               |                     |
| 2007.               | Светско првенство                 | Осака, Јапан                 | 4 × 100 м           | 6.                  | 38,62               |                     |
| 2012.               | Европско првенство                | Хелсинки, Финска             | 100 м               | 14.                 | 10,44               |                     |
| 2012.               | Европско првенство                | Хелсинки, Финска             | 4 × 100 м           |                     | 38,44               |                     |
| 2012.               | Олимпијске игре                   | Лондон, Уједињено Краљевство | 4 × 100 м           | 11.                 | 38,37               |                     |
| 2013.               | Европско првенство у дворани      | Гетеборг, Шведска            | 60 м                | 6.                  | 3:49,08             |                     |
| 2013.               | Светско првенство                 | Москва, Русија               | 100 м               | 28.                 | 10,27               |                     |
| 2013.               | Светско првенство                 | Москва, Русија               | 4 × 100 м           | 4.                  | 38,04               |                     |
| 2014.               | Светско првенство штафета         | Насау, Бахаме                | 4 × 200 м           | -                   | НЗ                  |                     |
| 2014.               | Европско првенство                | Цирих, Швајцарска            | 100 м               | 10.                 | 10,35               |                     |
| 2014.               | Европско првенство                | Цирих, Швајцарска            | 4 × 100 м           |                     | 38,09               |                     |
| 2015                | Европско првенство у дворани      | Праг, Чешка                  | 60 м                |                     | 3:49,08             |                     |
| 2015                | Светско првенство                 | Пекинг, Кина                 | 100 м               | 24.                 | 10,27               |                     |
| 2015                | Светско првенство                 | Пекинг, Кина                 | 200 м               | 31.                 | 20,51               |                     |
| 2015                | Светско првенство                 | Пекинг, Кина                 | 4 × 100 м           | 4.                  | 38,15               |                     |
| 2016                | Европско првенство                | Амстердам, Холандија         | 100 м               | 16.                 | 10,28               |                     |
| 2016                | Европско првенство                | Амстердам, Холандија         | 200 м               | 13.                 | 20,83               |                     |
| 2016                | Европско првенство                | Амстердам, Холандија         | 4 × 100 м           |                     | 38,47               |                     |
| 2016                | Олимпијске игре                   | Рио де Женеиро, Бразил       | 100 м               | 45.                 | 10,34               |                     |
| 2016                | Олимпијске игре                   | Рио де Женеиро, Бразил       | 200 м               | 24.                 | 20,39               |                     |
| 2016                | Олимпијске игре                   | Рио де Женеиро, Бразил       | 4 × 100 м           | 9.                  | 38,26               |                     |
| 2017.               | Светско првенство штафета         | Насау, Бахаме                | 4 × 100 м           | 2 (Б фин)           | 39.15               |                     |